# Kopački rit
Kopački rit este o arie protejată (sit de importanță comunitară — SCI) din Croația întinsă pe o suprafață de 23.127,42 ha, integral pe uscat.

## Localizare
Centrul sitului Kopački rit este situat la coordonatele 45°38′44″N 18°52′29″E / 45.645666°N 18.874831°E.

## Înființare
Situl Kopački rit a fost declarat sit de importanță comunitară în iulie 2013 pentru a proteja 1 specie de plante și 24 de specii de animale.

## Biodiversitate
Situată în ecoregiunea continentală, aria protejată conține 5 habitate naturale: Păduri aluvionare cu Alnus glutinosa și Fraxinus excelsior (Alno-Padion, Alnion incanae, Salicion albae), Păduri mixte riverane de Quercus robur, Ulmus laevis și Ulmus minor, Fraxinus excelsior sau Fraxinus angustifolia, de-a lungul marilor râuri (Ulmenion minoris), Ape stătătoare oligotrofe până la mezotrofe, cu vegetație de Littorelletea uniflorae și/sau de Isoëto-Nanojuncetea, Lacuri eutrofice naturale cu vegetație de tip Magnopotamion sau Hydrocharition, Pajiști aluvionare inundabile, de Cnidion dubii.
La baza desemnării sitului se află mai multe specii protejate:
- plante (1): Marsilea quadrifolia
- amfibieni (2): buhai de baltă cu burta roșie (Bombina bombina), triton cu creastă dobrogean (Triturus dobrogicus)
- mamifere (1): vidră de râu (Lutra lutra)
- nevertebrate (10): croitorul mare al stejarului (Cerambyx cerdo), Coenagrion ornatum, Cucujus cinnaberinus, Euplagia quadripunctaria, Graphoderus bilineatus, libelule (Leucorrhinia pectoralis), rădașcă (Lucanus cervus), fluturele purpuriu (Lycaena dispar), Ophiogomphus cecilia, gândacul de apă (Rhysodes sulcatus)
- pești (10): avat (Aspius aspius), Eudontomyzon mariae, Gymnocephalus baloni, răspăr (Gymnocephalus schraetzer), țipar (Misgurnus fossilis), săbiță (Pelecus cultratus), boarță (Rhodeus amarus), porcușor de șes (Romanogobio vladykovi), babușcă de tur (Rutilus virgo), pietrar (Zingel zingel)
- reptile (1): țestoasa de baltă (Emys orbicularis)

Pe lângă speciile protejate, pe teritoriul sitului au mai fost identificate 9 specii de plante, 5 specii de nevertebrate, 2 specii de pești.